# Tiquipaya
Tiquipaya é uma cidade da Bolívia localizada na província de Quillacollo, departamento de Cochabamba.